# Паттая

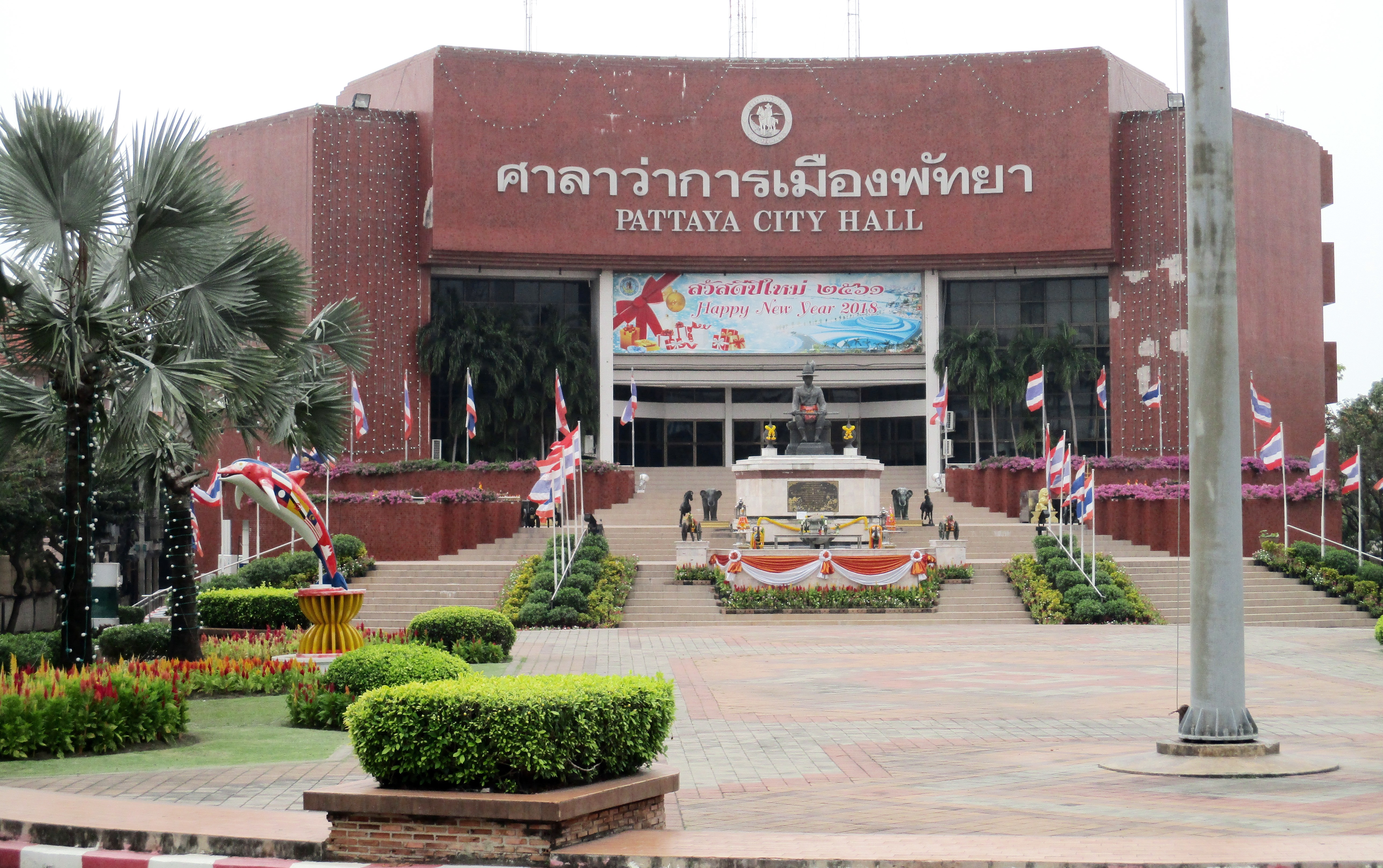
Pattaya City Hall

Патта́я (тай. พัทยา) — курортне місто в Таїланді, розташоване на східному березі Сіамської затоки, приблизно за 165 км на південний схід від Бангкока. Розташоване всередині району Бангламунг (але не є його частиною) в провінції Чонбурі.
Місто Паттая є муніципальною територією з самоврядуванням, покриває цілий тамбон Нонгпруе, а також Наклуа та частково Хуайяй та Нонгплалай. Розташоване в зоні важкої промисловості східного узбережжя Таїланду разом із містами Сірача, Лемчабанг та Чонбурі.
Місто також є центром агломерації Паттая—Чонбурі, конурбації в провінції Чонбурі.

## Назва
Назва міста походить від слова пхаттая (phatthaya), яке означає вітер, що дме з північного заходу на початку сезону дощів.

## Історія
Протягом століть Паттая була невеликим рибальським поселенням. Проте 26 квітня 1961 року все змінилося, коли перша група з близько 100 американських солдатів, що йшли воювати на В'єтнамську війну, прибула в Паттаю для відпочинку. Приблизно з того моменту місто стало популярним пляжним курортом, який і зараз приваблює тисячі туристів. Рибальські хати вздовж пляжу були замінені курортними готелями та магазинами, включаючи найбільший пляжний торговельний комплекс Азії.
За іншими даними, перше прибуття американських військ до Паттаї датується 29 червня 1959 року, де вони провели тиждень, винаймаючи житло, після чого й пішов початок розвитку міста як туристичного курорту.

## Демографія
У місті в 2007 році було 104 318 офіційно зареєстрованих мешканців. Але це число не охоплює значну кількість людей, які працюють у Паттаї, залишаючись офіційно зареєстрованими у своїх рідних містах, а також біженців, які проживають протягом тривалого часу. З урахуванням усіх їх, населення становить близько 300 000 осіб. За іншими оцінками, воно може досягати 500 000.

## Туризм
У Паттаї можна поринути у жваве нічне життя з відмінним вибором ресторанів, нічних клубів, дискотек, барів та кабаре. Достатньо розвинутий активний відпочинок: поїздки на коралові острови, прогулянки на старовинних китайських джонках, морських скутерах, а також дайвінг у компанії тропічних риб.
З 2018 року в разі якщо ви проживаєте не в готелі, а самостійно знімаєте житло необхідно пройти реєстрацію. Без реєстрації при виїзді з вас можуть утримати штраф (перевіряють вибірково).

## Пляжі
Паттая-біч (Pattaya Beach)
Центральний пляж міста. Достатньо чистий, однак з вузькою піщаною смугою. У безпосередній близькості велика кількість магазинів, кафе, барів, ресторанів та вуличних торговців з їжею. На пляжі є можливість зробити масаж, прокататися на водному мотоциклі або політати з парашутом за човном.
Пляж Наклуа (Naklua Beach)
Знаходиться на півночі Паттаї. Це достатньо спокійне місце, рибацька бухта. Тут не так багато дорогих курортних готелів та ресторанів, як на півдні Паттаї, до якого всього лише 20 хвилин на таксі.
Пляж Джомтьєн (Jomtien Beach)
Розміщується на 2 км на південь від Паттаї, тихіше від Паттаї-біч, однак на пляжі Джомтьєн є гарні готелі та ресторани. Особливо популярний у тих, хто захоплюється віндсерфінгом, завдяки подовженій лінії берегу та невеликій кількості човнів біля берегу.

## Клімат
| Клімат (1981–2010)                                                                                             | Клімат (1981–2010) | Клімат (1981–2010) | Клімат (1981–2010) | Клімат (1981–2010) | Клімат (1981–2010) | Клімат (1981–2010) | Клімат (1981–2010) | Клімат (1981–2010) | Клімат (1981–2010) | Клімат (1981–2010) | Клімат (1981–2010) | Клімат (1981–2010) | Клімат (1981–2010) |
| Показник | Січ.               | Лют.               | Бер.               | Квіт.              | Трав.              | Черв.              | Лип.               | Серп.              | Вер.               | Жовт.              | Лист.              | Груд.              | Рік                |
| Абсолютний максимум, °C                                                                                        | 36,0               | 37,1               | 37,3               | 37,0               | 36,0               | 35,4               | 34,9               | 34,5               | 33,7               | 33,8               | 35,6               | 35,9               | 37,3               |
| Середній максимум, °C                                                                                          | 30,6               | 31,1               | 31,8               | 32,9               | 32,4               | 31,7               | 31,4               | 31,2               | 31,0               | 30,8               | 30,5               | 30,0               | 31,3               |
| Середня температура, °C                                                                                        | 26,3               | 27,3               | 28,2               | 29,3               | 29,2               | 28,9               | 28,5               | 28,4               | 27,7               | 27,0               | 26,7               | 25,9               | 27,8               |
| Середній мінімум, °C                                                                                           | 23,0               | 24,4               | 25,4               | 26,3               | 26,4               | 26,3               | 26,0               | 26,0               | 25,2               | 24,4               | 23,7               | 22,5               | 25,0               |
| Абсолютний мінімум, °C                                                                                         | 16,4               | 18,5               | 17,7               | 20,8               | 21,5               | 21,3               | 21,4               | 22,0               | 21,5               | 19,8               | 16,7               | 14,6               | 14,6               |
| Середня кількість сонячних годин на місяць                                                                     | 229,4              | 211,9              | 238,7              | 204,0              | 155,0              | 114,0              | 117,8              | 114,7              | 108,0              | 145,7              | 189,0              | 226,3              |                    |
| Днів з дощем                                                                                                   | 1,6                | 2,5                | 4,5                | 6,4                | 11,8               | 12,0               | 12,4               | 13,1               | 16,6               | 17,3               | 6,0                | 1,4                | 105,6              |
| Вологість повітря, %                                                                                           | 73                 | 77                 | 77                 | 77                 | 78                 | 77                 | 77                 | 77                 | 81                 | 83                 | 76                 | 70                 | 77                 |
| --- | ------------------ | ------------------ | ------------------ | ------------------ | ------------------ | ------------------ | ------------------ | ------------------ | ------------------ | ------------------ | ------------------ | ------------------ | ------------------ |
| Джерело: Thai Meteorological Department, Office of Water Management and Hydrology, Royal Irrigation Department |                    |                    |                    |                    |                    |                    |                    |                    |                    |                    |                    |                    |                    |

## Галерея

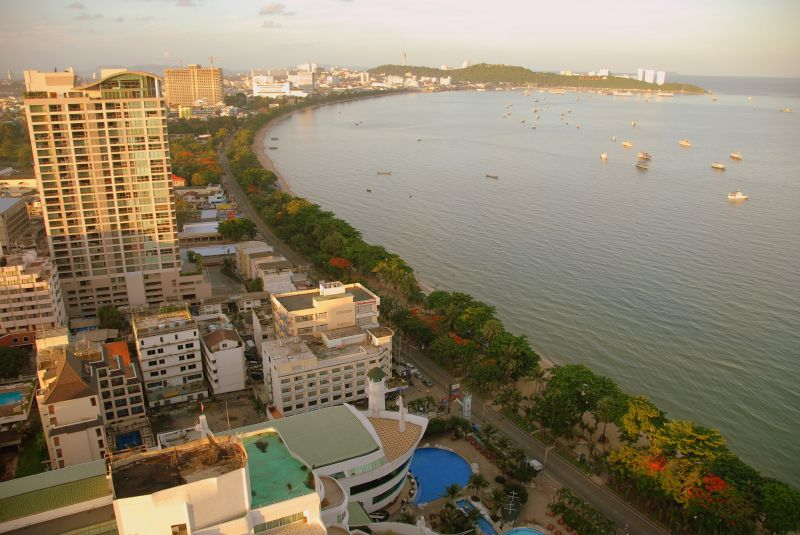
Панорама узбережжя
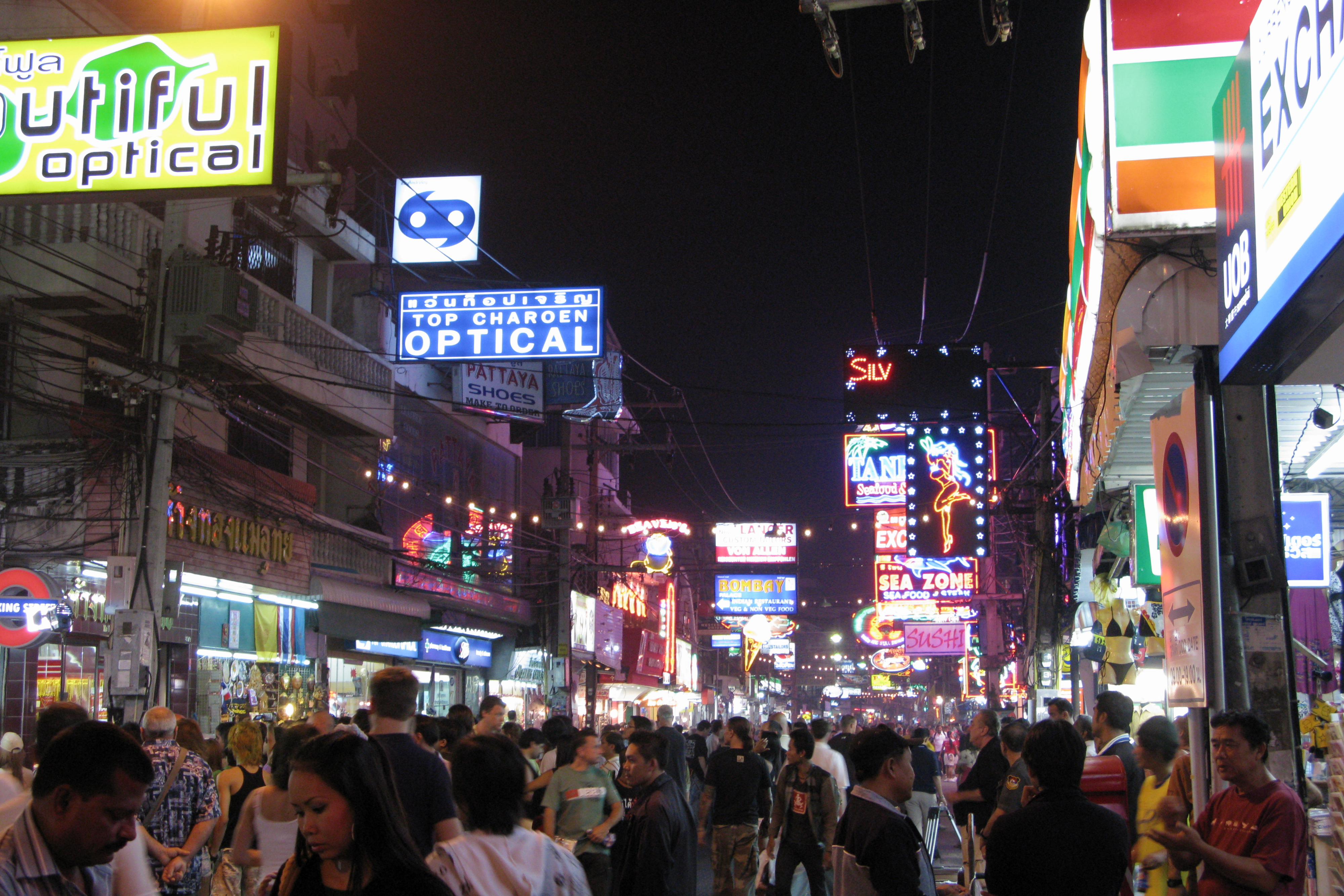
Пішохідна вулиця вночі
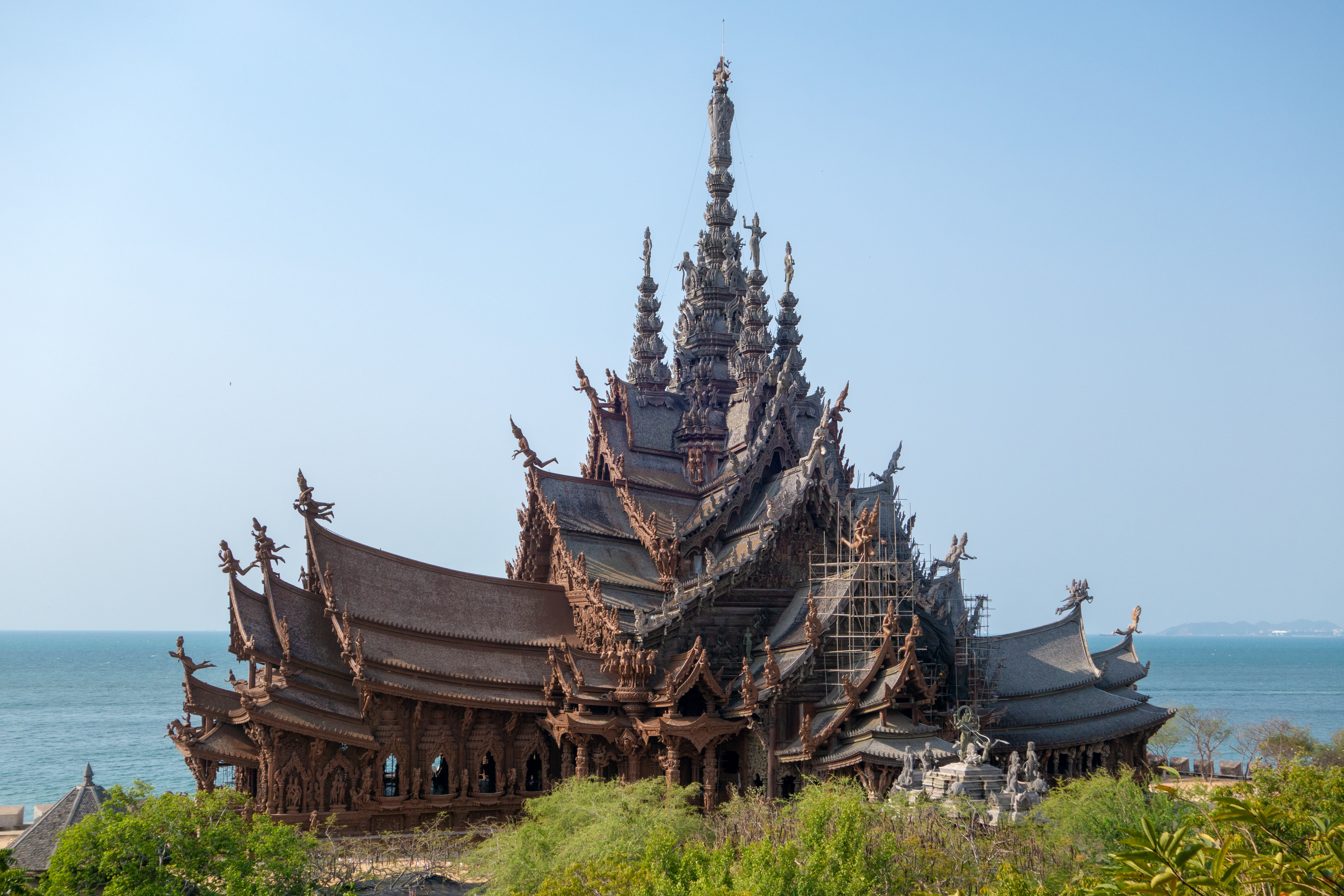
Храм Істини
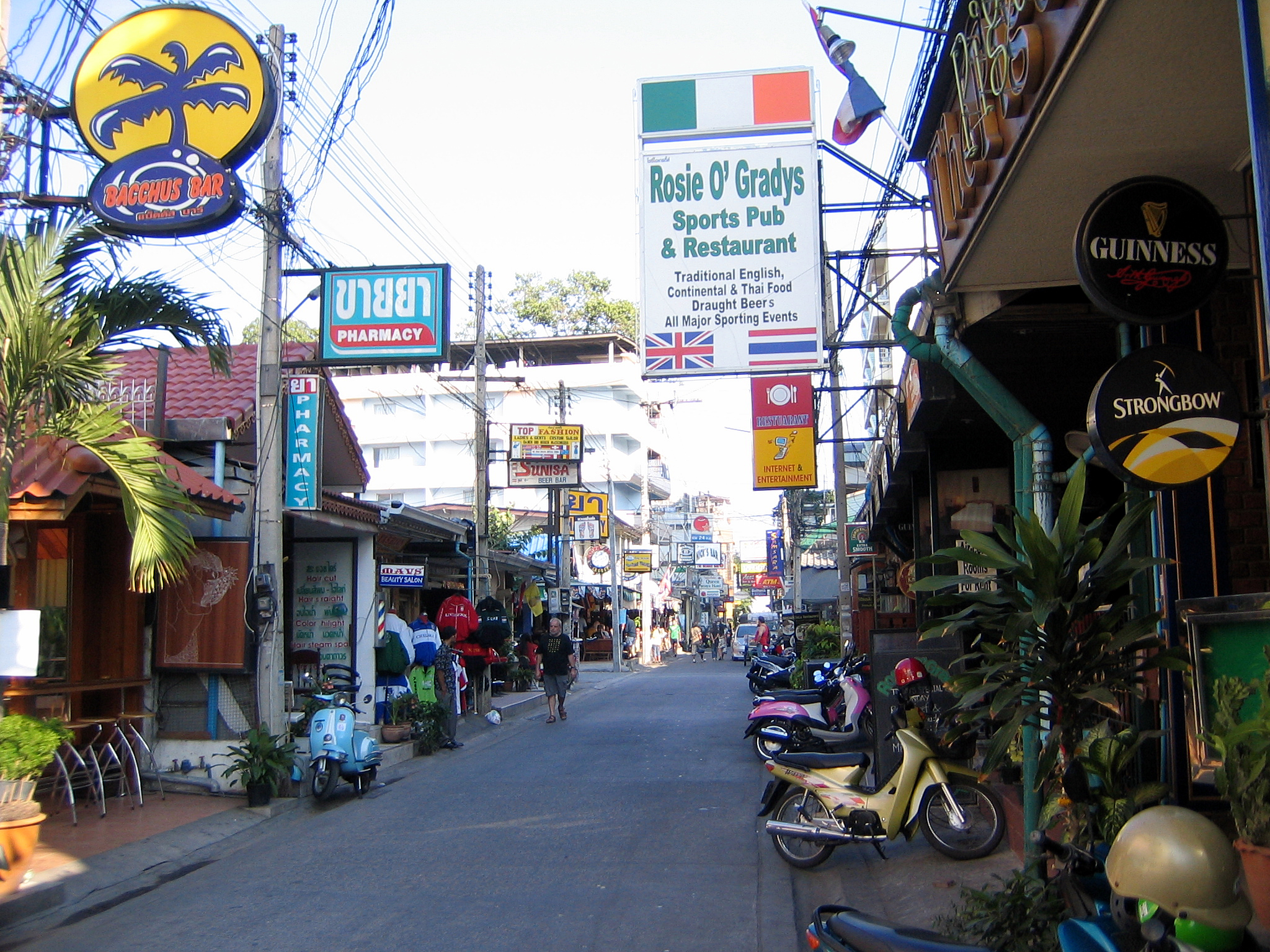
Вулиця в місті
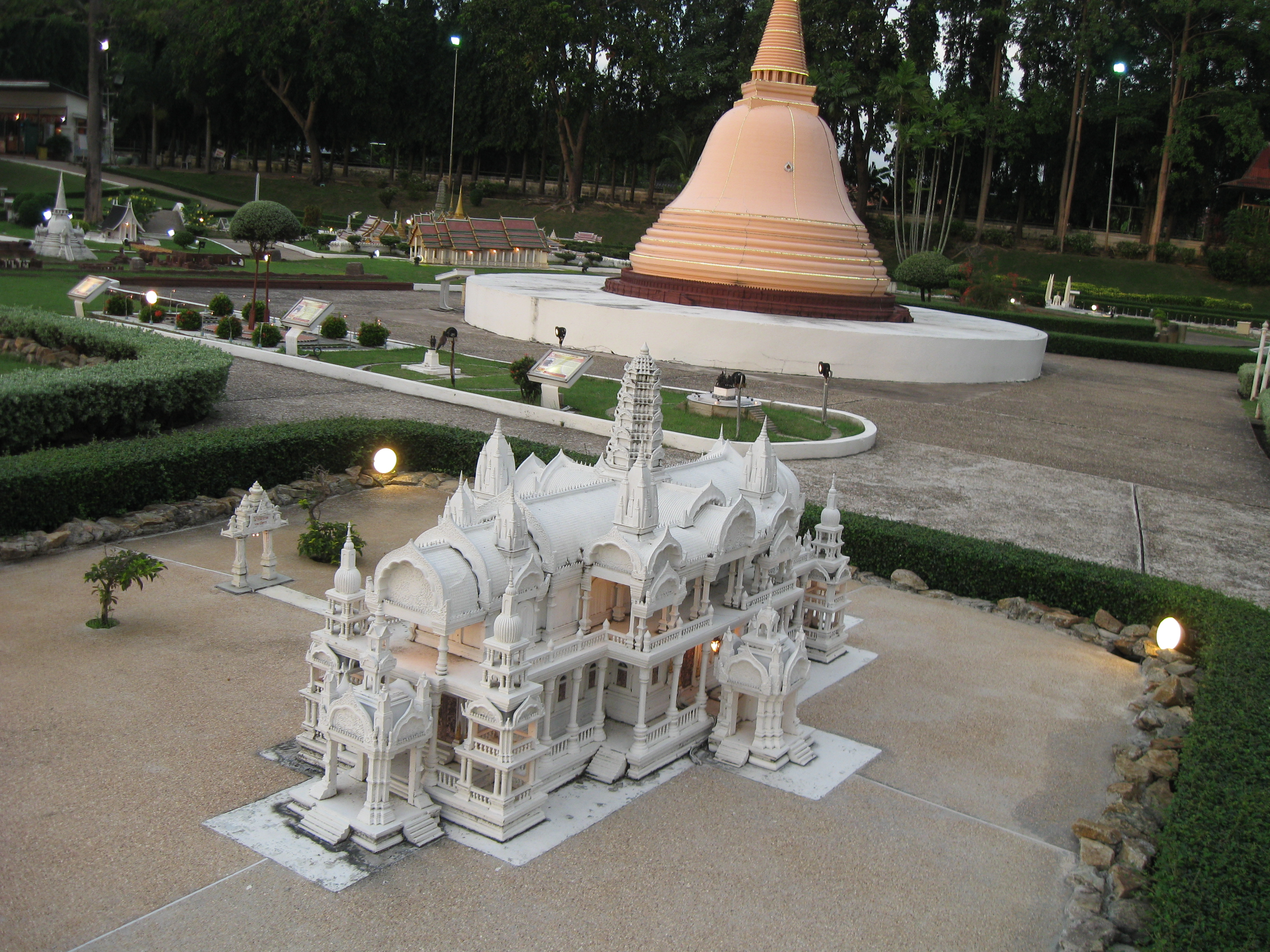
Парк «Міні-Сіам»
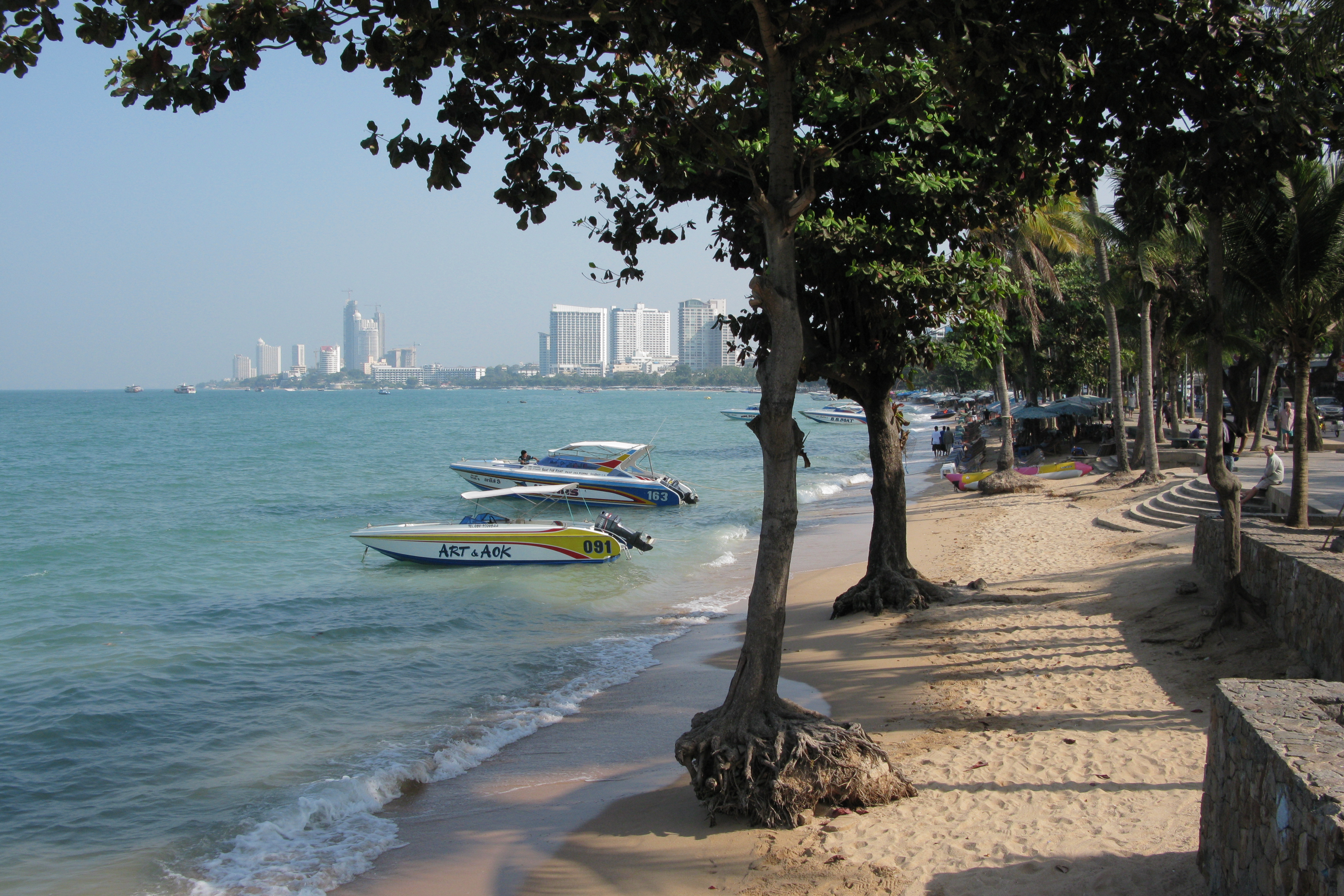
Пляж
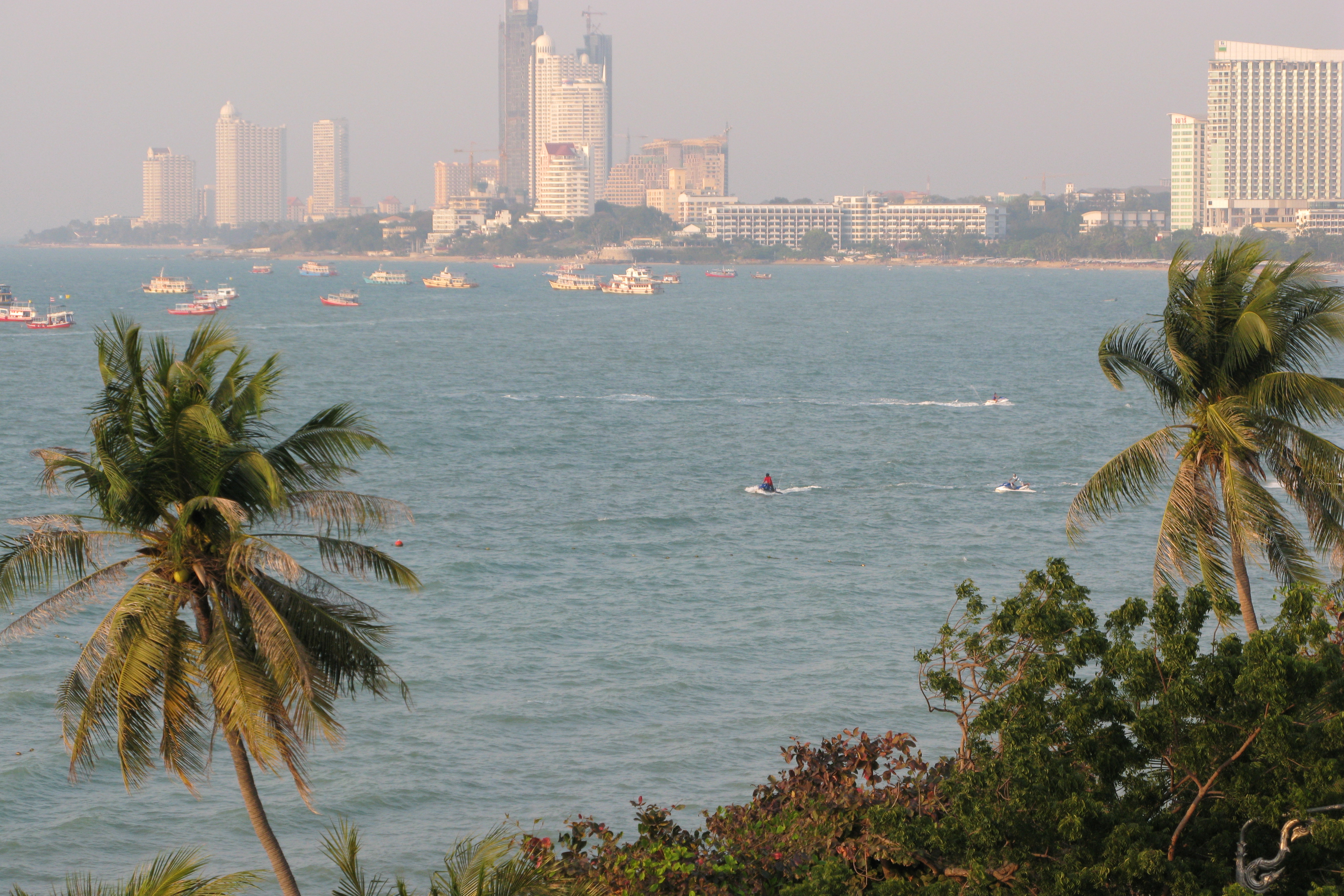